# Neues Schloss (Bad Arolsen)

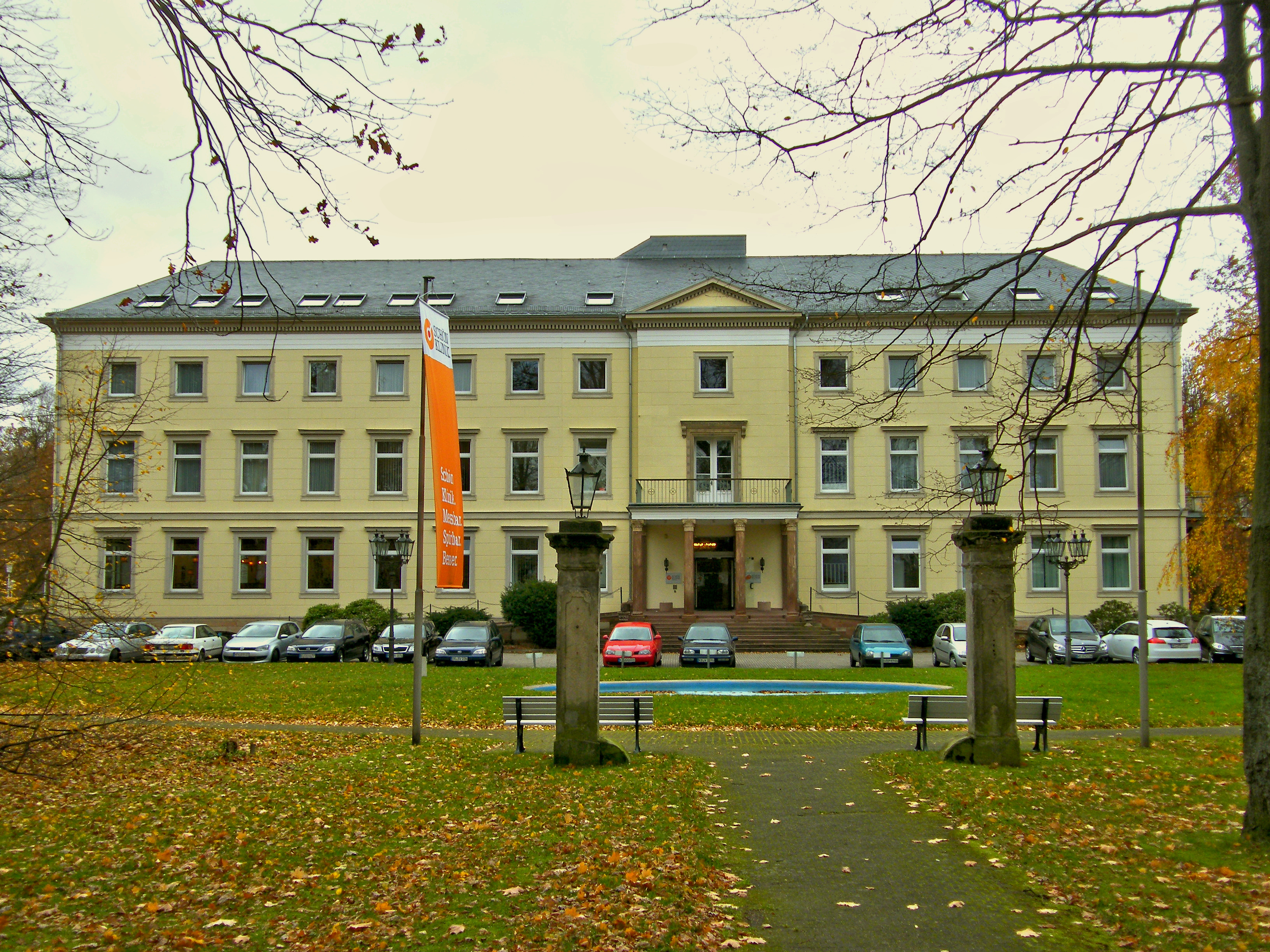
Neues Schloss Bad Arolsen

Das Neue Schloss ist ein Schloss mit angrenzendem Park im nordhessischen Bad Arolsen im Landkreis Waldeck-Frankenberg in der Nähe des Arolser Residenzschlosses. Es wird als Klinik genutzt.

## Geschichte

### Schloss-Bau und -Umbau

Fürstin Christiane

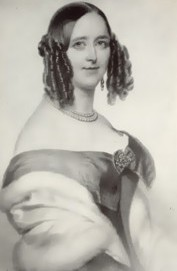
Fürstin Emma zu Waldeck und Pyrmont

Das Schloss wurde in der Zeit von 1763 bis 1778 von Baumeister Franz Friedrich Rothweil und Johannes Mathäus Kitz als Witwensitz der Fürstin Christiane, der Witwe von Karl August Friedrich von Waldeck-Pyrmont, erbaut.  Es wurde städtebaulich an der Hauptachse des Residenzschlosses angeordnet, das sich in Sichtweite befindet.
Die Innenausstattung war im Stil des Rokoko. Auch das Kunst- und Naturalienkabinett sowie die Bibliothek der vielseitig gebildeten Fürstin fanden im Neuen Schloss ihren Platz. Nach Abschluss der Bauarbeiten entstand ein großflächiger Schlosspark im Englischen Stil, der vielseitig und überwiegend mit exotischen Nadelbäumen aus der Sammlung der Fürstin bepflanzt wurde. Nach Süden schloss er mit einem großen, terrassierten Obst- und Gemüsegarten ab. In einem Reiseführer aus dem Jahr 1785 wurde der „Fürstin Garten“ als besondere Schönheit bezeichnet.
1853 wurde das Schloss für die Witwe Emma von Waldeck und Pyrmont nach Plänen von Wilhelm Braß und Baumeister Franz Curtze im Stil des Klassizismus umgestaltet.

### Jüngere und jüngste Nutzung
Nach 1945 wurden dort Flüchtlinge untergebracht. 1963 übernahm die Stadt Arolsen das Gebäude. 1970 wurde eine Kurbetriebs-GmbH gegründet, und es begannen die Umbauarbeiten zu einem Schlosshotel, die bis 1974 dauerten.
Bei Bauarbeiten im Januar 1971 wurde der Dachstuhl ein Raub der Flammen und brannte völlig aus. Noch im gleichen Jahr begann der Wiederaufbau, wobei das Bauwerk an der Südseite um drei Fenster-Achsen erweitert wurde. Das hatte zur Folge, dass das ursprüngliche Schlossportal nicht mehr die optische Mitte des Gebäudes bildet, sondern leicht asymmetrisch „verschoben“ wirkt.
Nach Fertigstellung im Jahr 1974 wurde das Schloss als Hotel „Neues Schloss“ betrieben. Seit 1992 wird das ehemalige Schlosshotel – nach einem Eigentümerwechsel 1998 und einem Erweiterungs-Anbau im selben Jahr – als Tinnitus-Klinik genutzt.

## Varia
- Bei den Umbauarbeiten und beim Brand im Jahre 1971 ist die charakteristische Schloss-Atmosphäre weitgehend verloren gegangen. Einen kleinen authentischen Eindruck vermittelt der einseitig erhalten gebliebene Bereich des ursprünglich wohl spiegelverkehrt-doppelseitigen Treppenhauses vermutlich aus der Zeit des Umbaus von 1853. Die dunklen, knarrenden Eichenstufen – sowohl von der Nutzungseite einsehbar als auch beim Blick aufwärts unter die Treppe – lassen ahnen, wie gediegen es einst dort war. Das gusseiserne Geländer und der Handlauf aus Eiche stammen jedoch aus späteren Zeiten.
- Ein etwa elf Meter langer Abschnitt des einseitig verglasten Verbindungsgangs zwischen Schloss und Anbau gibt einen geschichtlichen Einblick: Vom einstigen Erker- und Fassadenschmuck des Schlosses sind einige große, kunstvoll gestaltete Steinmetzarbeiten ausgestellt. Auf der Wandseite benennen und erläutern ausgewählte Daten in großer Schrift die Bauwerksgeschichte.

## HeilquelleSchlossbrunnen
In den Jahren 1972/1973 wurde im Schlosspark eine erfolgreiche Bohrung nach Heilwasser niedergebracht. In einer Tiefe von etwa 400 Metern fand man ein Calcium-Magnesium-Sulfat. Das gefundene Heilwasser regt die Darmfunktion an und wirkt regulierend auf die Magensäfte, es eignet sich zudem zur Beseitigung von Störungen der Gallen- und Leberfunktion.
Die Ausgabe des Heilwassers in der Trinkhalle erfolgt in den Monaten Mai bis Oktober täglich, in den Monaten November bis April von sonntags bis freitags.